# Гістріон
Гістріон — в Стародавньому Римі так називали професійних акторів, які складали трупу; в епоху раннього Середньовіччя (в IX–XIII століттях) це найменування було поширене на народних бродячих акторів.
У Стародавньому Римі гістріони зазвичай вербувалися з низів суспільства, і їхня професія вважалася малошанованою. Вони не мали громадянських прав і могли піддаватися тілесним покаранням; лише небагато чим гістріонам вдавалося завоювати шану і повагу. Спочатку вони грали без масок, але в I столітті до н. е., під впливом грецької театральної культури, маски з'явилися і в Римі.
Мистецтво середньовічних гістріонів походило від сільських обрядових ігор; гістріон міг бути одночасно музикантом, танцюристом, співаком, оповідачем, гімнастом, дресирувальником тварин і т. д. У Німеччині це були шпільмани (spielmann), у Франції — жонглери, в Англії — менестрелі, в Італії — міми, в Іспанії — голіарди і гальярдо, а в Росії — скоморохи. У процесі професіоналізації відокремлювалися окремі напрямки: циркові виступи, творчість казкарів, створення і виконання пісень (трубадури і трувери).